# Carl Ikeme
Carl Onora Ikeme (* 8. Juni 1986 in Sutton Coldfield) ist ein ehemaliger englischer Fußballtorhüter nigerianischer Herkunft. Er stand zuletzt beim englischen Erstligisten Wolverhampton Wanderers unter Vertrag und war aufgrund seiner nigerianischer Wurzeln im erweiterten Kader der nigerianischen Nationalmannschaft.

## Sportlicher Werdegang
Nachdem Ikeme die Akademie der Wolverhampton Wanderers durchlaufen hatte, beförderte ihn der damalige Trainer Dave Jones in den Profikader der Saison 2003/04. Die „Wolves“ agierten in dieser Spielzeit in der Premier League; zum Einsatz kam Ikeme als planmäßige „Nummer 3“ nicht, wenngleich er nach der Verletzung von Matt Murray hinter Ersatztorhüter Michael Oakes bis zur Rückkehr des „Veteranen“ Paul Jones mehrfach auf der Bank saß und auf seine Chance wartete. Die ersten praktischen Erfahrungen sammelte er schließlich in der Football Conference bei Accrington Stanley. Dorthin hatte ihn die Vereinsführung zwischen Oktober und November 2004 ausgeliehen. Bei seinem Heimatverein debütierte er am 23. August 2005 anlässlich eines 5:1-Ligapokalerfolgs gegen Chester City, wonach er gleich ein weiteres Mal zwischen September 2005 und Januar 2006 ausgeliehen wurde – nun in die viertklassige Football League Two an Stockport County.
Sein erstes Meisterschaftsspiel für die Wolverhampton Wanderers absolvierte Ikeme gut ein Jahr nach seinem ersten Pflichtspieleinsatz am 26. August 2006 gegen Luton Town, als er beim 1:0-Sieg in der Football League Championship zu einem späten Zeitpunkt für Murray eingewechselt wurde. Eine schwere Knieverletzung während der Saison 2006/07 sorgte schließlich dafür, dass Ikeme bis spät in das Jahr 2007 hinein ausfiel. Um die entsprechende Wettbewerbspraxis wieder zu erlangen, fand er sich in der Folge zumeist in der Reservemannschaft wieder. Die erste Chance zur Darstellung auf einer „größeren Bühne“ ergab sich für Ikeme dann am 27. September 2008, als er den zeitweilig von Trainer Mick McCarthy degradierten Stammtorhüter Wayne Hennessey in einem Zweitligaspiel vertreten durfte. Beim 2:0-Sieg gegen Bristol City zeigte er eine gute Leistung, die ihm vorerst die Beförderung zur „neuen Nummer 1“ einbrachte. Nach zehn weiteren Spielen zog sich Ikeme jedoch in der Partie gegen Sheffield United eine Hüftverletzung zu, in deren Folge sich Hennessey die zuvor verlorene Position zurückerkämpfen konnte. Die dennoch gestiegene Wertschätzung bei den „Wolves“ äußerte sich im Dezember 2008 durch eine vorzeitige Vertragsverlängerung bis zum Ablauf der Saison 2011/12.
Während der Saison 2009/10 absolvierte er jedoch kein einziges Ligaspiel für Wolverhampton und wurde gleich an mehrere Vereine verliehen. Am 28. Oktober 2009 wechselte er für vier Wochen auf Leihbasis zum Drittligisten Charlton Athletic, um den verletzten Torhüter Rob Elliot zu ersetzen. Nach fünf Einsätzen für Charlton, davon vier in der Football League One und einer in der Football League Trophy, folgte nach Auslaufen der Leihfrist umgehend die nächste Ausleihe. Ikeme schloss sich für einen Monat dem Zweitligist Sheffield United an. Nach zwei Einsätzen in der Liga, die beide siegreich für Sheffield endeten, kehrte er wieder kurzfristig nach Wolverhampton zurück. Am 6. Januar 2010 wechselte der Torhüter erneut auf Leihbasis den Verein und half bei den Queens Park Rangers aus. Dort etablierte er sich als Stammtorhüter und schloss die Spielzeit 2009/10 mit den „Hoops“ auf dem 13. Rang ab. Am 26. August 2010 wechselte er für einen Monat auf Leihbasis zum englischen Zweitligisten Leicester City, im August 2011 zum FC Middlesbrough. Am 27. Juli 2018 gab Ikeme bekannt, dass er seine Profilaufbahn aufgrund seiner Leukämieerkrankung beendet.

## Nationalmannschaft
Trotz seines englischen Geburtsorts hat sich Ikeme dazu entschieden, für die nigerianische Nationalmannschaft spielen zu wollen. Sein Debüt für Nigeria gab er beim 0:0 gegen Tansania am 5. September 2015. Auf Grund seiner Leukämie-Erkrankung konnte er an der Fußball-Weltmeisterschaft 2018 nicht teilnehmen. Insgesamt absolvierte er neun Länderspiele für Nigeria.